# スタジオ28
スタジオ28（英語表記:Studio 28）はミシガン州ワイオミングに存在した映画館である。北米初のメガプレックス（多数のスクリーンをもつシネマコンプレックス）でありかつては北米最大の映画館であった。1965年のクリスマスに開館し、2008年11月23日に閉館した。

## 概要
1965年に1スクリーン1000席の映画館として開館し、1967年に2スクリーン。1976年に6スクリーン、1984年に12スクリーン、1988年に20スクリーンに拡張していった。1990年11月29日には16,000人が入場し1日の動員数の記録を破った。この記録は未だ破られていない。
スタジオ28は映画の先駆者であるジャック・ルークスによって開館し、結局、ジャック・ルークス・シアター社、のちにジャック・ルークスの息子が始めたセレブレーション！シネマ（ルークス・シアター社）の旗艦館になった。
周辺地域の姉妹館（セレブレーション！シネマ・ノース、リバータウン・クロッシング・モール近郊のシネマーク・シアターズから買収したセレブレーション！シネマ・サウスなど）を含む数館が開館した後、スタジオ28は動員数の急激な減少が見られ、それを引き金に結局は2008年11月に閉館した。